# Kolozspata
Kolozspata, 1913-ig Pata (románul: Pata) település Romániában, Erdélyben, Kolozs megyében.

## Fekvése
Kolozsvártól délkeletre fekszik.

## Története
A 13. században várbirtok volt a kolozsi sóbányák mellett. Nevét az oklevelek 1229-ben említették először, amikor Mog de Poca (= Pata) más kolozsi várjobbágyokkal együtt vádolta Gotfred, Farkas, Vilc, Olbert, Pet., And. és Fila nevű  szomszédait két ekényi föld elfoglalása miatt. Később kiegyezve határait megjelölték. 1326-ból említenek egy patai (Patha) nemest, aki Zsuki Miklós szerviense volt. 1429-ben Eghazaspata néven említették. A 16. században két településre, Magyar (vagy Felső-) és Oláhpatára oszlott. 1808-ban a falu határában egy Puszta Páta nevű praediumot is összeírtak.
1850 tavaszán Vaszilika Kretz több birtokostársával együtt kihirdettette, hogy azontúl minden péntek ünnepnapnak számít és péntekenként nem szabad dolgozni. A kolozsvári kerületi parancsnok azonban az akciót törvénytelennek nyilvánította. Református egyháza a 18. században filia, a 20. század elején anyaegyház volt.
1954-ben kivált belőle Bodrog.

## Népessége
- 1850-ben 547 lakosából 445 volt román, 78 magyar és 22 cigány nemzetiségű; 459 görögkatolikus és 86 református vallású.
- 1900-ban 666 lakosából 525 volt román és 135 magyar anyanyelvű; 520 görögkatolikus és 117 református vallású.
- 2002-ben 567 lakosából 463 volt román és 98 magyar nemzetiségű; 450 ortodox, 85 református és 14 baptista vallású.

## Látnivalók
- 1950-ben épült református templomába beépítették a 13. század második felében épült régi templomának köveit.